# NGC 2352
NGC 2352 ist ein Asterismus im Sternbild Großer Hund.
Das Objekt wurde am 6. März 1785 vom britischen Astronomen Wilhelm Herschel entdeckt.